# Opium (chanson)
Pour les articles homonymes, voir Opium (homonymie).

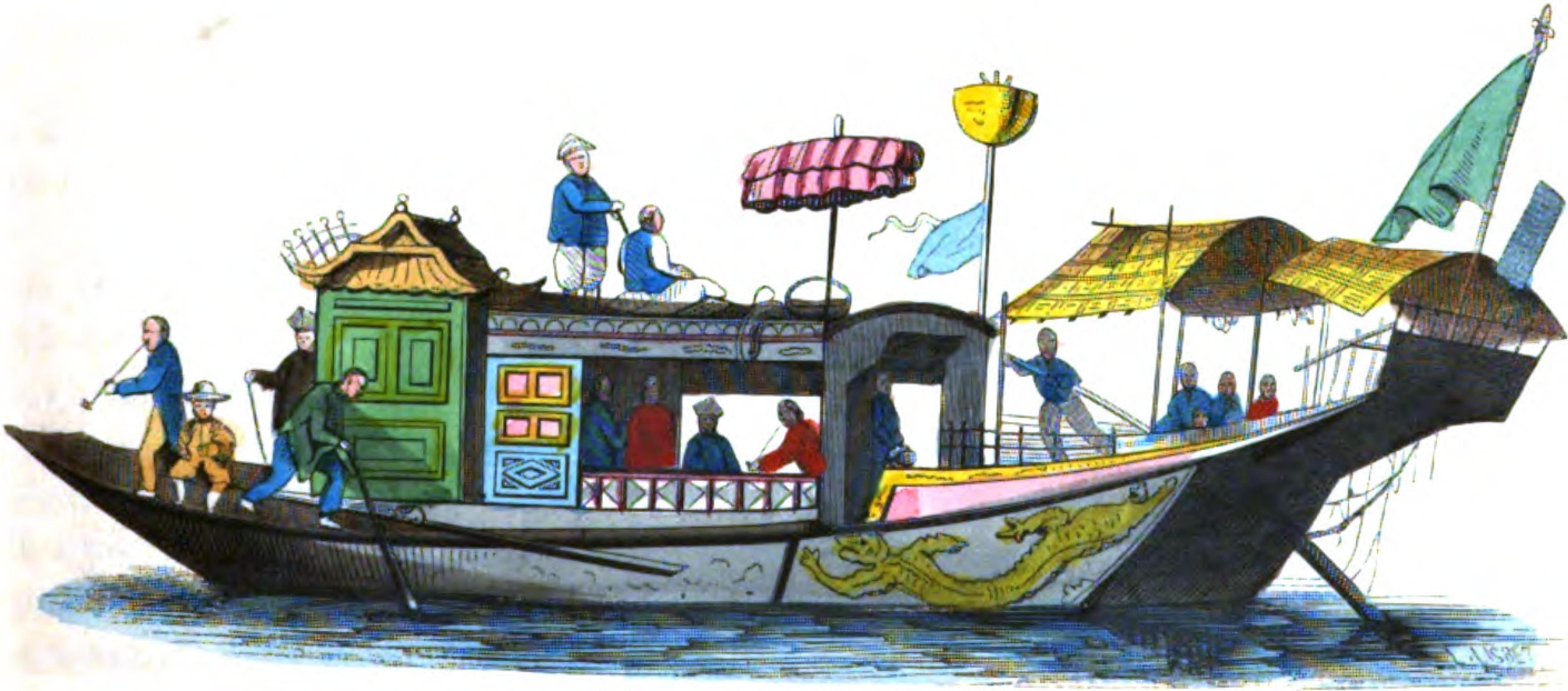
Dans le port de Saigon, est une jonque chinoise [...]

Opium est une chanson composée en 1931 par Charlys, avec un texte de Guy d'Abzac et Charlys et chantée par Marcel's, un chanteur de café concert. 
Lors de la guerre d’Indochine, le chant fut adopté par les soldats des troupes de marine évoquant ici la nostalgie de la métropole. Puis il fut repris par Jacques Dutronc et Bambou en 1987, Casse-pipe en 1996, Louis (chanteur) et Virginie Ledoyen en 2006 puis dans une version très sensuelle en 2013 par Anouk Aïata avec Amos Mâh à la guitare, et en 2017 par Laurent Bruschini accompagné d'un ensemble de cordes avec piano.